# 病句
病句又名語病、文字病（英語：Grammar mistake），是指不遵守語法規則或邏輯矛盾的句子。通常情况下病句体现为语序不正确，錯字，或者成分残缺、多余，词语使用不当等等。跟語病相關的網絡語言是語癌，後者定性範圍包括錯別字及懶音在內。

## 产生原因
香港中文大學中文系學者王晉光認為，由於教育工作者並不注意到語言邏輯的重要性。因此，學生在語文技巧欠佳的情況下書寫，就會出問題了。

## 病句類別
成分残缺，是指句子中缺失必要的语法成分。如“在这部小说中，刻画了一个鲜明的人物形象。”这句话由于在句首滥用介词“在”，造成全句主语缺失，从而变为病句。修改此类病句有两类方法:一是把介词及介词连带的方位词删去，也就是把上文的病句改为“这部小说刻画了一个鲜明的人物形象。”;二是保留介词短语作状语，于后边增添适当词汇作主语，也就是把上文的病句改为“雨果在这部小说中刻画了一个鲜明的人物形象。”或“在这部小说中，雨果刻画了一个鲜明的人物形象。”
重复赘余，又稱成分多餘，是指句子有兩個意思相若的成分。
如“我想这道题算得准确而又无误。”这句话“准确”与“无误”是一个层面，则应该改成“我想这道题算得准确。”或“我想这道题算得无误。”
语序不当，如“我车已经买了。”这句话不符合“主谓宾”语序，则应该改成“我已经买车了。”
前后矛盾，如“过一会儿我们已经完成任务。”这句话的“过一会儿”和“已经”矛盾，则应该改成“过一会儿我们完成任务。”或“我们已经完成任务。”
搭配不当，如“緬懷未來。”这句话的“未來”不能用“緬懷”来修饰，应该改成“緬懷過去。”
连词用错，如“因为父亲病了，所以他仍旧坚持工作。”这句话连词用的不恰当，应改成“虽然父亲病了，但是他仍旧坚持工作。”
归类有误，如“街上有家店卖水果，有橘子、黄瓜和菠菜。”这句话表示类别的词“水果”不当，应改成“街上有家店卖蔬果，有橘子、黄瓜和菠菜。”或者“街上有家店卖水果，有橘子、蘋果和香蕉。”
不合情理，如“盲人看到有一个小女孩走过这条路。”这句话中“盲人”是不可能看到小女孩的，应改成“盲人知道有一个小女孩走过这条路。”

## 資料
1. ↑  .   [2018年7月8日]. （原始内容存档于2018年11月3日）.
2. ↑   (PDF).   [2018-07-08]. （原始内容存档 (PDF)于2019-06-02）.
3. ↑   (PDF).   [2018-07-08]. （原始内容存档 (PDF)于2019-06-05）.